# Gmina Stara Gradiška
Gmina Stara Gradiška (chorw. Općina Stara Gradiška) – gmina w Chorwacji, w żupanii brodzko-posawskiej. W 2011 roku liczyła 1363 mieszkańców.